# Невьяно
Невьяно (итал. Neviano) — коммуна в Италии, располагается в регионе Апулия, в провинции Лечче.
Население составляет 5925 человек (2008 г.), плотность населения составляет 370 чел./км². Занимает площадь 16 км². Почтовый индекс — 73040. Телефонный код — 0836.
Покровителями коммуны почитаются Пресвятая Богородица, празднование 5 августа, и святой архангел Михаил, празднование 29 сентября.

## Демография
Динамика населения:

## Администрация коммуны
- Официальный сайт: http://www.comune.neviano.le.it/